# 宝乃ありか
宝乃 ありか（たからの ありか、1986年8月6日 - ）は、日本のAV女優。
神奈川県出身。身長：159cm 、スリーサイズ：B85（Dカップ）・W58・H85。

## 略歴
2005年に『新人×ギリギリモザイク』でAVデビュー。

## 作品

### アダルトビデオ
- 新人×ギリモザ 新人ギリギリモザイク（2005年4月11日、エスワン）
- ギリギリモザイク 僕ラハコノ娘ニ恋シテル（2005年5月19日、エスワン）
- ギリギリモザイク カワイイありかの大胆セックス（2005年6月19日、エスワン）
- ギリギリモザイク お願い♥ありかのHなおねだり（2005年7月7日、エスワン）
- ギリギリモザイク ありかが痴女ってあげる♥（2005年8月7日、エスワン）
- ギリギリモザイク おまんこスペシャル（2005年9月7日、エスワン）
- 癒されシチュエーション ～甘えん坊の年下マンコ～（2005年10月1日、MOODYZ）
- セックス中毒（2005年11月13日、MOODYZ）
- デジタルモザイクVol.90（2005年12月1日、MOODYZ）
- S1ガールズコレクション ウブなセックスたっぷり見せちゃうぞ♥（2005年12月19日、エスワン）
- BOAコス（2006年1月1日、MOODYZ）
- 女痴校生（2006年2月1日、MOODYZ）
- 美少女★フェラチオ（2006年3月1日、MOODYZ）
- S1ガールズコレクション S級痴女が犯してあげる（2006年4月7日、エスワン）
- 接吻・口淫アナル舐めFUCK！（2006年4月13日、MOODYZ）
- S1ガールズコレクション 白衣の天使♥み～んなでパコパコ看護（2006年4月19日、エスワン）
- ドリームウーマン60（2006年5月1日、MOODYZ）
- 痴女子校生（2006年6月1日、MOODYZ）
- 美人若妻10人 3時間（2006年7月1日、MOODYZ）
- お掃除フェラ 3時間（2006年8月1日、MOODYZ）
- 人気アイドルの本気セックス3（2007年1月13日、MOODYZ）
- 若妻Collection3時間（2007年4月13日、MOODYZ）
- ハイモザ アナル舐め4時間（2007年10月13日、MOODYZ）